# The Civitan International Research Center
The Civitan International Research Center (CIRC) – amerykański interdyscyplinarny instytut naukowy z siedzibą w Birmingham w stanie Alabama, założony w 1990.

## Działalność
CIRC zajmuje się badaniami ludzkiego mózgu, profilaktyką prozdrowotną oraz leczeniem niepełnosprawności intelektualnej. W skład kadry naukowej Instytutu wchodzą między innymi dr Harald Sontheimer oraz dr Alan Percy. CIRC jest projektem międzynarodowej organizacji Civitan International.